# Distrikt Roble
Der Distrikt Roble liegt in der Provinz Tayacaja in der Region Huancavelica im Südwesten von Zentral-Peru. Der Distrikt wurde am 17. Dezember 2015 aus Teilen des Distrikts Tintay Puncu gebildet. Der Distrikt Roble besitzt eine Fläche von 185 km². Beim Zensus 2017 wurden 1377 Einwohner gezählt. Sitz der Distriktverwaltung ist die 2620 m hoch gelegene Ortschaft Puerto San Antonio mit 567 Einwohnern (Stand 2017). Puerto San Antonio befindet sich 45 km ostnordöstlich der Provinzhauptstadt Pampas.

## Geographische Lage
Der Distrikt Roble liegt in der peruanischen Zentralkordillere im Osten der Provinz Tayacaja. Im Osten verläuft die Distriktgrenze entlang dem Río Imaybamaba. Der Westen und Nordwesten wird über den Río Paraiso, der Osten über den Río Imaybamaba zum Río Mantaro nach Nordosten hin entwässert.
Der Distrikt Roble grenzt im äußersten Westen an den Distrikt Andaymarca, im Nordwesten und im Norden an den Distrikt Tintay Puncu sowie im Osten und im Süden an den Distrikt Pucacolpa (Provinz Huanta).

## Ortschaften
Im Distrikt gibt es neben dem Hauptort folgende größere Ortschaften:
- Huallhuapampa (269 Einwohner)
- Huichcana
- San Isidro (270 Einwohner)